# Herbert Achterberg

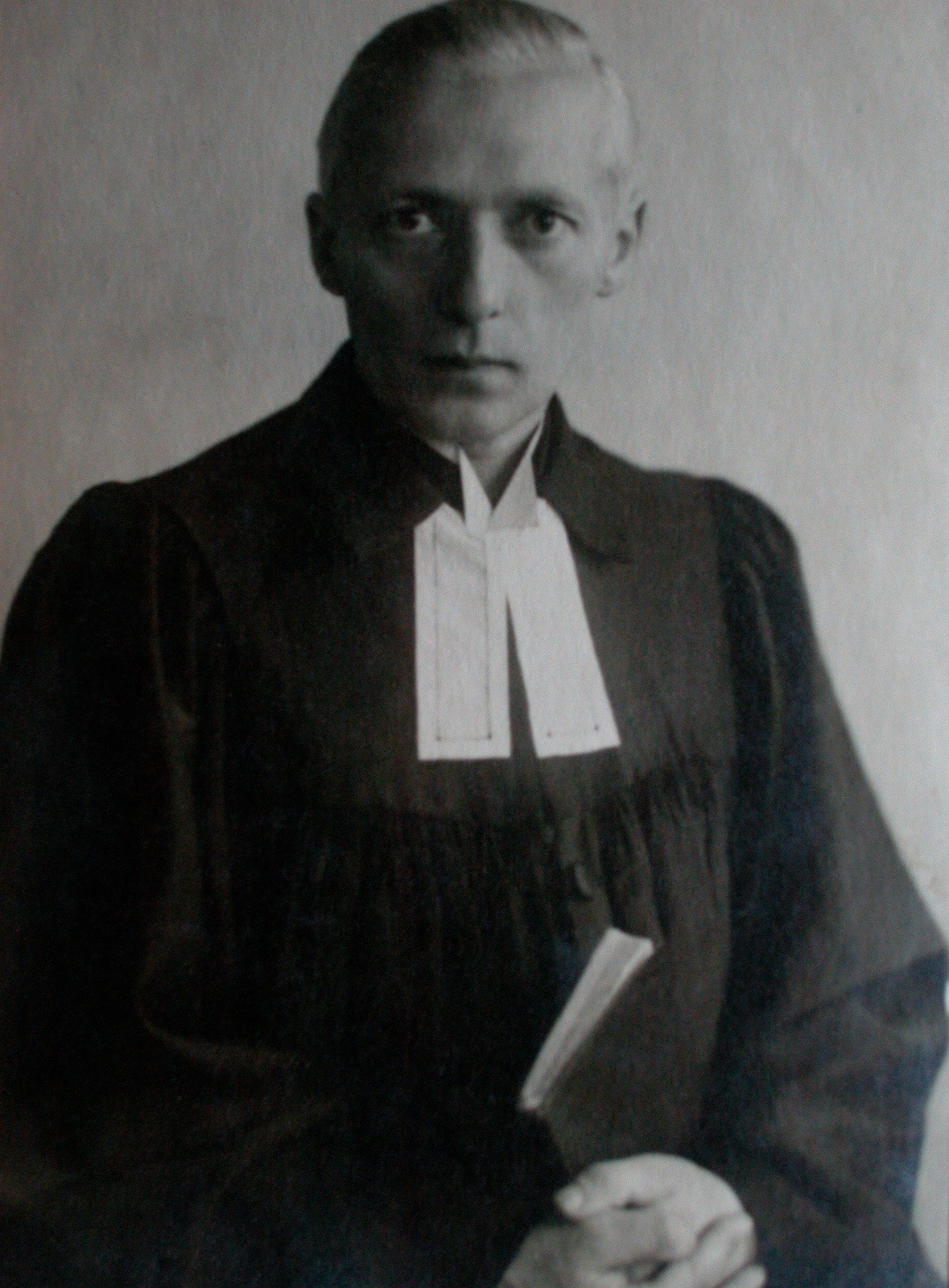
Herbert Achterberg (1930)

Herbert Otto Heinrich Achterberg (* 29. August 1903 in Köslin; † 16. Juni 1983 in Berlin) war ein deutscher evangelischer Geistlicher.

## Leben
Herbert Achterberg wurde in Stralsund konfirmiert und erlangte dort 1922 die Hochschulreife. Anschließend studierte er Theologie und Germanistik in Greifswald, Berlin und Tübingen. Sein Erstes Theologisches Examen absolvierte er 1927, das Zweite Examen 1930 in Stettin. Im Februar 1930 wurde er an der Philosophischen Fakultät Greifswald zum Dr. phil. promoviert.
Am 30. März 1930 wurde er in der Schlosskirche zu Stettin durch Generalsuperintendent Walter Kähler ordiniert. Nach dem Lehrvikariat in Greifswald, Weitenhagen und Altmalchow war Achterberg von 1930 bis 1937 Pfarrer in Reinfeld im Kreis Belgard, dann drei Jahre Stadtmissionsinspektor und Krankenhausseelsorger in Stettin. 1940 wurde er von der pommerschen Kirchenleitung zum Superintendenten des Kirchenkreises Demmin und zum Pfarrer an die St.-Bartholomaei-Kirche berufen. Dort wirkte er bis zu seiner Pensionierung am 31. Oktober 1969.
In der Nachkriegszeit hatte Achterberg auf Grund der personellen Vakanzlage im Kirchenkreis sonntags bis zu sechs Gottesdienste zu halten. Dazu fuhr er mit dem Fahrrad von Ortskirche zu Ortskirche. Die seelsorgerisch fordernde Nachkriegszeit prägte ihn. Er erkannte die Notwendigkeit, für die Gefallenen und die zivilen Opfer des Krieges ein würdiges Andenken zu schaffen sowie den Angehörigen einen Ort der Trauer zu geben. Daraus entwickelte sich ein jahrelanger, ausdauernder Einsatz für die Kriegsgräberfürsorge in Vorpommern und im Oderraum. Besonders zu nennen sind der Demminer Friedhof, Friedhöfe auf Rügen, im Kreis Anklam und Grimmen und der Friedhof auf dem Golm für die Todesopfer des amerikanischen Luftangriffs auf Swinemünde am 12. März 1945. Im Informationsgebäude auf der Kriegsgräberstätte mit der Dauerausstellung „Gesichter des 12. März 1945“ ist ein Raum nach Achterberg benannt. Sein nachhaltiges Bemühen und Engagement gegen die Widerstände der politisch-atheistischen Staatspartei SED umfasste nicht allein die Finanzierung und Errichtung von Gedenkstätten, sondern maßgeblich auch auf deren Gestaltung, z. B. der Gedenksteine und Kreuze.
In der Nachkriegszeit baute Achterberg mit ehrenamtlichen Helfern auch die evangelische Bahnhofsmission in Demmin auf.
Herbert Achterberg war ökumenischer Christ, galt als begeisterter Prediger mit gepflegter Sprache, er war literaturkundig und interessierte sich für Kultur- und Kirchengeschichte.
Er war seit dem 12. August 1930 mit Margarete Achterberg, geb. Lupprian (1908–2004) verheiratet und hatte drei Töchter. Er war ein Onkel des Rechtswissenschaftlers Norbert Achterberg. Herbert Achterberg verstarb 1983 im Alter von 79 Jahren und wurde auf dem Demminer Friedhof beigesetzt.

## Schriften
- Interpretatio Christiana. Verkleidete Glaubensgestalt der Germanen auf deutschem Boden (= Form und Geist Bd. 19) Eichblatt Verlag, Leipzig 1930 (zugleich Diss. Greifswald 1930).
- Veröffentlichung im Deutschen Kulturatlas, Hrsg. Gerhard Lüdtke / Lutz Mackensen: 32 Karten zur Kirchen- und Frömmigkeitsgeschichte, Berlin, de Gruyter 1928 bis 1938.
- Zur Kirchengeschichte Deutschlands. Aus: Deutscher Kulturatlas, Sonderband, 1990, ISBN 978-3111059075.
- Kraft des Glaubens. Zeugen des Evangeliums aus den zwanzig Jahrhunderten nach Christus. Evangelische Verlagsanstalt, Berlin 1976; 21981.
  - Zeugen des Evangeliums – Personenlexikon. 300 Gestalten aus den 20 Jahrhunderten nach Christus. Brendow, Moers 1987, ISBN 978-3-87067-300-0.